# Une femme tuée par la douceur
Une femme tuée par la douceur (A Woman Killed with Kindness) est une pièce de théâtre écrite par Thomas Heywood, jouée en 1603 et publiée en 1607 à Londres. 
Cette pièce est généralement considérée comme le chef-d'œuvre de Heywood. Aux côtés de la pièce d'un auteur anonyme Arden of Faversham, celle de Heywood atteint le sommet du sous-genre bourgeois, ou tragédie domestique, dans la production théâtrale de la Renaissance. 
Traduite en français et adaptée par Jacques Copeau, elle fut créée en France le 23 octobre 1913 au théâtre du Vieux-Colombier, dans une mise en scène de Jacques Copeau, une scénographie de Francis Jourdain et une musique de Paul Le Flem.

## La création en France en 1913

### Contexte
La pièce est jouée lors de la soirée d'inauguration du théâtre du Vieux-Colombier le jeudi 23 octobre 1913, avec L'Amour médecin de Molière.

### Les comédiens
- Roger Karl : Maître Frankford
- Armand Tallier : Sir Francis Acton
- Ennemond Bourrin : Sir Charles Mountford
- Jacques Copeau : Maître Wendolf
- Louis Jouvet : Maître Cranwell
- Georges Roche : Maître Malby
- Charles Dullin : Nicolas
- Antoine Cariffa : Jenkin
- Lucien Weber : Roger Bricbat
- Romain Bouquet Jack Slime)
- Blanche Albane : Mme Franckord
- Gina Barbieri : Isbel Motley
- Jane Lory : Cicely Milkpail
- Suzanne Bing : Joan Minivier
- Suzy Vatel : Jane Trubkin